# Holothuria papillifera
Holothuria papillifera is een zeekomkommer uit de familie Holothuriidae.
De wetenschappelijke naam van de soort werd in 1938 gepubliceerd door Svend Geisler Heding.